# Polypodium munchii
Polypodium munchii là một loài thực vật có mạch trong họ Polypodiaceae. Loài này được Christ miêu tả khoa học đầu tiên năm 1903.